# Halové mistrovství světa v atletice 2016
Halové mistrovství světa v atletice 2016 bylo 16. v řadě těchto světových sportovních událostí, jež pořádá IAAF. Konalo se 17. - 20. března 2016 v Oregon Convention Center v Portlandu v USA.
Šampionátu se zúčastnilo 547 tletů ze 148 zemí. Oproti předcházejícímu halovému mistrovství světa v Sopotech to bylo o čtyřicet sportovců méně, ovšem přibylo sedm zúčastněných federací. Nejpočetnější výpravou byla ta domácí. Spojené státy americké vyslaly do bojů 68 svých opor. Druhé nejpočetnější zastoupení měla Jamajka (28) a třetí pak Velká Británie (24). Českou republiku reprezentovalo celkem deset závodníků, z toho sedm mužů a tři ženy. 
Co se týká počtu získaných medailí, jednoznačně opanovali domácí šampionát Američané se ziskem 13 zlatých, 6 stříbrných a 4 bronzových cenných kovů. V bodovém hodnocení, kde se počítají umístění do osmého místa, dominovali také jasně Američané se 249 body. Druhá byla Etiopie (56 bodů) a třetí Britové (39). Česká republika skončila v tomto měřítku na děleném devátém místě s Keňou a Ukrajinou (26 bodů). Celkem bodovalo 53 zemí (v Sopotech 50).
V hale Convention Center byly překonány dva rekordy šampionátu, oba v tyčkařském sektoru. Mezi muži se o rekord postaral Francouz Renaud Lavillenie (602 centimetrů), v ženách Američanka Jennifer Suhrová výkonem 490 centimetrů. V Portlandu obhajovalo své mistrovské tituly jedenáct atletů a atletek. Úspěšní však byli pouze čtyři. Mezi nimi i náš Pavel Maslák v běhu na 400 metrů. Dále se podařilo obhájit Genzebe Dibabaové na tříkilometrové trati, Nie Aliové na šedesátce překážek a Ashtonovi Eatonovi v sedmiboji.
Halový světový šampionát v Portlandu navštívilo 39 283 diváků, což je o pět tisíc více než v Sopotech. 

## Medailisté

### Muži
| Soutěž            | Zlato                                                                      | Stříbro                                                             | Bronz                                                                     |
| ----------------- | -------------------------------------------------------------------------- | ------------------------------------------------------------------- | ------------------------------------------------------------------------- |
| 60 m              | Trayvon Bromell 6.47 s                                                     | Asafa Powell 6.50 s                                                 | Ramon Gittens 6.51 s                                                      |
| 400 m             | Pavel Maslák 45.44 s                                                       | Abdalelah Haroun 45.59 s                                            | Deon Lendore 46.17 s                                                      |
| 800 m             | Boris Berian 1:45.83 min.                                                  | Antoine Gakeme 1:46.65 min.                                         | Erik Sowinski 1:47.22 min.                                                |
| 1500 m            | Matthew Centrowitz 3:44.22 min.                                            | Jakub Holuša 3:44.30 min.                                           | Nick Willis 3:44.37 min.                                                  |
| 3000 m            | Yomif Kejelcha 7:57.21 min.                                                | Ryan Hill 7:57.39 min.                                              | Augustine Kiprono Choge 7:57.43 min.                                      |
| 60 m př.          | Omar McLeod 7.41 s                                                         | Pascal Martinot-Lagarde 7.46 s                                      | Dimitri Bascou 7.48 s                                                     |
| Štafeta 4 × 400 m | Kyle Clemons Calvin Smith Christopher Giesting Vernon Norwood 3:02.45 min. | Michael Mathieu Alonzo Russell Shavez Hart Chris Brown 3:04.75 min. | Jarrin Solomon Lalonde Gordon Ade Alleyne-Forte Deon Lendore 3:05.51 min. |
| Skok do výšky     | Gianmarco Tamberi 2.36 m                                                   | Robert Grabarz 2.33 m                                               | Erik Kynard 2.33 m                                                        |
| Skok o tyči       | Renaud Lavillenie 6.02 m                                                   | Sam Kendricks 5.80 m                                                | Piotr Lisek 5.75 m                                                        |
| Skok daleký       | Marquis Dendy 8.26 m                                                       | Fabrice Lapierre 8.25 m                                             | Changzhou Huang 8.21 m                                                    |
| Trojskok          | Tung Pin 17.33 m                                                           | Max Hess 17.14 m                                                    | Benjamin Compaoré 17.09 m                                                 |
| Vrh koulí         | Tomas Walsh 21.78 m                                                        | Andrei Gag 20.89 m                                                  | Filip Mihaljević 20.87 m                                                  |
| Sedmiboj          | Ashton Eaton 6470 bodů                                                     | Oleksij Kasjanov 6182 bodů                                          | Mathias Brugger 6126 bodů                                                 |

### Ženy
| Soutěž            | Zlato                                                                                | Stříbro                                                                                 | Bronz                                                                                  |
| ----------------- | ------------------------------------------------------------------------------------ | --------------------------------------------------------------------------------------- | -------------------------------------------------------------------------------------- |
| 60 m              | Barbara Pierreová 7.02 s                                                             | Dafne Schippersová 7.04 s                                                               | Elaine Thompsonová 7.06 s                                                              |
| 400 m             | Kemi Adekoyaová 51.45 min.                                                           | Ashley Spencerová 51.72 min.                                                            | Quanera Hayesová 51.76 min.                                                            |
| 800 m             | Francine Niyonsabaová 2:00.01 min.                                                   | Ajeé Wilsonová 2:00.27 min.                                                             | Margaret Wambuiová 2:00.44 min.                                                        |
| 1500 m            | Sifan Hassanová 4:04.96 min.                                                         | Dawit Seyaumová 4:05.30 min.                                                            | Gudaf Tsegayová 4:05.71 min.                                                           |
| 3000 m            | Genzebe Dibabaová 8:47.43 min.                                                       | Meseret Defarová 8:54.26 min.                                                           | Shannon Rowburyová 8:55.55 min.                                                        |
| 60 m př.          | Nia Aliová 7.80 s                                                                    | Brianna Rollinsová 7.82 s                                                               | Tiffany Porterová 7.90 s                                                               |
| Štafeta 4 × 400 m | Natasha Hastingsová Quanera Hayesová Courtney Okolová Ashley Spencerová 3:26.38 min. | Ewelina Ptaková Małgorzata Hołubová Magdalena Gorzkowska Justyna Świętyová 3:31.15 min. | Adelina Pastorová Elena Mirela Lavricová Andrea Miklósová Bianca Răzorová 3:31.51 min. |
| Skok do výšky     | Vashti Cunninghamová 1.96 m                                                          | Ruth Beitiaová 1.96 m                                                                   | Kamila Lićwinková 1.96 m                                                               |
| Skok o tyči       | Jennifer Suhrová 4.90 m                                                              | Sandi Morrisová 4.85 m                                                                  | Katerina Stefanidiová 4.80 m                                                           |
| Skok daleký       | Brittney Reeseová 7.22 m                                                             | Ivana Španovićová 7.07 m                                                                | Lorraine Ugenová 6.93 m                                                                |
| Trojskok          | Yulimar Rojasová 14.41 m                                                             | Kristin Gierischová 14.30 m                                                             | Paraskevi Papachristouová 14.15 m                                                      |
| Vrh koulí         | Michelle Carterová 20.21 m                                                           | Anita Mártonová 19.33 m                                                                 | Valerie Adamsová 19.25 m                                                               |
| Pětiboj           | Brianne Theisenová-Eatonová 4881 bodů                                                | Alina Fjodorová 4770 bodů                                                               | Barbara Nwabaová 4661 bodů                                                             |

## Medailové pořadí
| Umístění | Stát                   | Zlato | Stříbro | Bronz | Celkem |
| -------- | ---------------------- | ----- | ------- | ----- | ------ |
| 1        | Spojené státy americké | 13    | 6       | 4     | 23     |
| 2        | Etiopie                | 2     | 2       | 1     | 5      |
| 3        | Francie                | 1     | 1       | 2     | 4      |
| 4        | Jamajka                | 1     | 1       | 1     | 3      |
| 5        | Burundi                | 1     | 1       | 0     | 2      |
| 5        | Česko                  | 1     | 1       | 0     | 2      |
| 5        | Nizozemsko             | 1     | 1       | 0     | 2      |
| 8        | Nový Zéland            | 1     | 0       | 2     | 3      |
| 9        | Čína                   | 1     | 0       | 1     | 2      |
| 10       | Bahrajn                | 1     | 0       | 0     | 1      |
| 10       | Kanada                 | 1     | 0       | 0     | 1      |
| 10       | Itálie                 | 1     | 0       | 0     | 1      |
| 10       | Venezuela              | 1     | 0       | 0     | 1      |
| 14       | Německo                | 0     | 2       | 1     | 3      |
| 14       | Ukrajina               | 0     | 2       | 1     | 3      |
| 16       | Spojené království     | 0     | 1       | 2     | 3      |
| 16       | Polsko                 | 0     | 1       | 2     | 3      |
| 18       | Rumunsko               | 0     | 1       | 1     | 2      |
| 19       | Austrálie              | 0     | 1       | 0     | 1      |
| 19       | Bahamy                 | 0     | 1       | 0     | 1      |
| 19       | Španělsko              | 0     | 1       | 0     | 1      |
| 19       | Maďarsko               | 0     | 1       | 0     | 1      |
| 19       | Katar                  | 0     | 1       | 0     | 1      |
| 19       | Srbsko                 | 0     | 1       | 0     | 1      |
| 25       | Řecko                  | 0     | 0       | 2     | 2      |
| 25       | Keňa                   | 0     | 0       | 2     | 2      |
| 25       | Trinidad a Tobago      | 0     | 0       | 2     | 2      |
| 28       | Barbados               | 0     | 0       | 1     | 1      |
| 28       | Chorvatsko             | 0     | 0       | 1     | 1      |
| Celkem   | Celkem                 | 26    | 26      | 26    | 78     |